# The Bachelor Girls' Club
The Bachelor Girls' Club è un cortometraggio muto del 1913 scritto e diretto da Leslie T. Peacocke.

## Produzione
Il film fu prodotto dalla Gem Motion Picture Company.

## Distribuzione
Distribuito dall'Universal Film Manufacturing Company, il film - un cortometraggio in una bobina - uscì nelle sale cinematografiche statunitensi il 29 settembre 1913.